# Eishockey-Eredivisie (Niederlande) 1974/75
Die Saison 1974/75 war die 15. Spielzeit der Eredivisie, der höchsten niederländischen Eishockeyspielklasse. Meister wurden zum insgesamt sechsten Mal in der Vereinsgeschichte die Tilburg Trappers.

## Modus
In der Hauptrunde absolvierte jede der sechs Mannschaften insgesamt zehn Spiele. Der Erstplatzierte der Hauptrunde wurde Meister. Für einen Sieg erhielt jede Mannschaft zwei Punkte, bei einem Unentschieden gab es einen Punkt und bei einer Niederlage null Punkte.

## Hauptrunde
|    | Klub                     | Sp | S  | U | N | T  | GT | Punkte |
| -- | ------------------------ | -- | -- | - | - | -- | -- | ------ |
| 1. | Tilburg Trappers         | 10 | 10 | 0 | 0 | 96 | 33 | 20     |
| 2. | Nijmegen Tigers          | 10 | 6  | 1 | 3 | 55 | 46 | 13     |
| 3. | H.H.IJ.C. Den Haag       | 10 | 5  | 2 | 3 | 64 | 49 | 12     |
| 4. | Eaters Geleen            | 10 | 5  | 0 | 5 | 51 | 60 | 10     |
| 5. | Amstel Tijgers Amsterdam | 10 | 1  | 1 | 8 | 50 | 83 | 3      |
| 6. | Heerenveen Flyers        | 10 | 1  | 0 | 9 | 49 | 94 | 2      |

Sp = Spiele, S = Siege, U = Unentschieden, N = Niederlagen